# Айдынтепе
Айдынтепе (тур. Aydıntepe), — город и одноимённый район на северо-востоке Турции в иле Байбурт в 24 км об города Байбурт, площадь города 473 км2. До 1957 года назывался Харт.

## История
Первые поселения на месте города датируются ранним бронзовым веком. С 1881 по 1898 год административно был одним из районов Байбурта.

## Хозяйственная деятельность
Основой экономики города является сельское хозяйство и сфера услуг. Промышленность не развита. В сфере услуг занято более половины населения. Из сельскохозяйственных отраслей лучше развито животноводство и пчеловодство. Имеется молокоперерабатывающий завод. Ежегодно в производится более 100 тонн меда.

## Население
| Год  | Численность населения |
| ---- | --------------------- |
| 1881 | 1038                  |
| 1935 | 1565                  |
| 1960 | 2111                  |
| 2000 | 7010                  |
| 2011 | 2570                  |